# Oleg Jurjewitsch Mitjajew
Oleg Jurjewitsch Mitjajew (russisch Олег Юрьевич Митяев, wiss. Transliteration Oleg Jur'evič Mitjaev; * 1974, nach anderen Angaben 1975/76; † 15. März 2022 bei Mariupol) war ein russischer Offizier und General-Major. Er kommandierte zuletzt die 150. Motorisierte Schützendivision bei der Invasion in die Ukraine und fiel laut ukrainischen Angaben am 15. März 2022 vor Mariupol.
Zwischen 2009 und 2013 bekleidete Mitjajew leitende Positionen in den Reihen der separaten Gardeluftsturmbrigade in Uljanowsk. Vom Oktober 2013 bis März 2015 war er Kommandant der separaten Luftsturmbrigade in Ulan-Ude.
Mitjajew wurde in Syrien eingesetzt und war stellvertretender Kommandant der russischen Kräfte in Syrien. 2016 wurde er zum Kommandeur eines russischen Militärstützpunktes in Tadschikistan ernannt. Noch im selben Jahr wurde er zum Generalmajor befördert.
2020 übernahm Mitjajew das Kommando über die 150. Motorisierte Schützendivision.
Am Morgen des 16. März 2022 meldete die ukrainische Seite, dass Mitjajew vor Mariupol getötet worden sei. Er sei am Dienstag, dem 15. März 2022, gefallen. Der Freiwilligenverband Regiment Asow machte geltend, den 46-jährigen Generalmajor getötet zu haben. Er war der vierte russische General, der beim  russischen Überfall auf die Ukraine getötet worden sein könnte.